# Coenosia atroapicata
Coenosia atroapicata är en tvåvingeart som först beskrevs av Malloch 1922.  Coenosia atroapicata ingår i släktet Coenosia och familjen husflugor. Inga underarter finns listade i Catalogue of Life.